# Oxydia nattereri
Oxydia nattereri är en fjärilsart som beskrevs av Felder och Alois Friedrich Rogenhofer 1875. Oxydia nattereri ingår i släktet Oxydia och familjen mätare. Inga underarter finns listade i Catalogue of Life.